# Utsunomiya Yoritsuna
Utsunomiya Yoritsuna (宇都宮頼綱?) fue un samurái y poeta waka japonés de comienzos del período Kamakura.
Su padre fue Utsunomiya Naritsuna (宇都宮成綱?). Contrajo nupcias con una hija de Hōjō Tokimasa. Después de ingresar a las órdenes budistas,  tomó el nombre de Renshō (蓮生?), y fue también conocido como Ogura Nyūdō (小倉入道?   el monje de Ogura).

## Poesía
Fue amigo cercano de Fujiwara no Teika y su hija se casó con el hijo de él, Tameie. También se le ha sindicado como encargado del trabajo recopilatorio de Teika Ogura Hyakunin Isshu. La colección fue originalmente preparada (en una forma ligeramente diferente al actual Ogura Hyakunin Isshu) para decorar pantallas  (屏風歌 byōbu-uta?) en la residencia de Yoritsuna ubicada en el distrito de Saga, Kioto.
Fue el líder de una de las principales casas poéticas del período Kamakura.